# Antonio Campilongo
Antonio Campilongo (Buenos Aires, Argentina; 18 de noviembre de 1911-?) fue un futbolista argentino que se desempeñaba en la posición de mediocampista.

## Trayectoria
Campilongo surgió de las inferiores de Sportivo Barracas en donde debutó en 1927. En 1931 pasó a Platense en donde jugó hasta 1939 y disputó 228 partidos además marcó 42 goles. 
En 1939 emigró a la A.S.Roma de Italia. Debutó el 17 de septiembre de 1939 frente al Bologna en donde el partido terminó 2-0 a favor de Roma. Jugó allí hasta 1940, llegó a disputar 10 partidos y convirtió 2 goles, de los cuales uno de ellos fue en el clásico frente a Lazio el 7 de enero de 1940. Ese mismo año pasó a Almagro, club en el que se retiró en 1941.

## Selección nacional
En 1935, Campilongo participó en la Copa América, donde Argentina finalizó en el segundo lugar. En el torneo en Perú fue reserva y no disputó ningún partido. 

## Clubes
| Club              | País      | Año       | PJ  | Goles |
| ----------------- | --------- | --------- | --- | ----- |
| Sportivo Barracas | Argentina | 1927-1931 | 70  | 8     |
| Platense          | Argentina | 1931-1939 | 228 | 42    |
| A.S.Roma          | Italia    | 1939-1940 | 10  | 2     |
| Almagro           | Argentina | 1940-1941 | ?   | ?     |